# Wybory parlamentarne w Korei Północnej w 2019 roku
Wybory parlamentarne w Korei Północnej w 2019 roku odbyły się 9 marca 2019. W opinii analityków, były to typowe wybory pokazowe. Wszyscy kandydaci pochodzili z Partii Pracy Korei.
Liczba głosów oddanych w wyborach jest nieznana.

## Wyniki[2]
| Partia             | Głosy | %    | Mandaty | Frekwencja |
| ------------------ | ----- | ---- | ------- | ---------- |
| Partia Pracy Korei | -     | 100% | 687     | 99.99%     |

### Wybrani posłowie
Lista posłów wybranych do Najwyższego Zgromadzenia Ludowego:
1. Mangyongdae: Han Song-guk
2. Kwangbok: Yun Yong-chol
3. Palgol: Pak Kum-hui
4. Janghun: Kim Yun-sil
5. Killimgil: Kim Yo-jong
6. Chukjon: Kim Song-bong
7. Taepyong: Kim Yong-bok
8. Wollo: Kim Tong-suk
9. Kyongsang: Ri Song-jun
10. Kyogu: Hong So-hon
11. Ryonhwa: Sim Kyong-ok
12. Sochang: Kil Kum-sun
13. Pyongchon: Kim Myong-hwan
14. Ansan: Kim Sok-nam
15. Ponghak: Kim Hyon
16. Ryukgyo: Ri Yong-hui
17. Saemaul: Jo Kil-nyo
18. Potonggang: Pang Sung-son
19. Ryugyong: Kim Hye-ran
20. Pulgungori: Ri Mi-ok
21. Kaeson: Choe Hui-tae
22. Pipa: Hwang Sun-hui
23. Jonsung: Choe Ryong-hae
24. Kinmaul: Ri Sung-ho
25. Sosong: Ri Su-yong
26. Janggyong: Hong Song-gwang
27. Hasin: O Yong-jae
28. Jungsin: Pak In-suk
29. Taesong: Tae Hyong-chol
30. Ryonghung: Yang Hyong-sop
31. Anhak: Jong Myong-il
32. Ulmil: Jo Kum-ju
33. Kwahak: Jang Chol
34. Tongmun: Kim Song-hui
35. Chongryu: Ri Song-uk
36. Munsu: Ri Myong-chol
37. Tapje: Choe Song-ran
38. Sagok: Kim Yong-bae
39. Tongdaewon: Cha Hui-rim
40. Ryuldong: Choe Song-won
41. Silli: Sim Il-chol
42. Samma: Ri Man-gon
43. Songyo: Rim Tong-hun
44. Tungmae: Ri Kun-il
45. Ryulgok: Jo Myong-nam
46. Yongje: Han Myong-hui
47. Rangrang: Kim Yong-nam
48. Jongo: Kim Ki-nam
49. Jongbaek: Pak Hyong-ryol
50. Chungsong: Ri Un-jong
51. Kwanmun: Jo Ju-yong
52. Sungri: Ri Pyong-chol
53. Wonam: Ko Song-dok
54. Ryongsong: Ham Chol-nam
55. Rimwon: Kim Kwang-uk
56. Ryunggung: An Myong-gon
57. Unha: Ri Yong-suk
58. Oun: Kang Sun-chol
59. Masan: Kim Hae-song
60. Sunan: Rim Kwang-ung
61. Sokbak: Jon Sung-nam
62. Sadong: Jo Hyong-chol
63. Turu: Choe Chol-jung
64. Hyuam: Ryom Tok-jun
65. Rihyon: Pak Hyok
66. Ryokpo: Jong Yong-suk
67. Nunggum: Yun Kye-su
68. Hyongjesan: Ri Yong-chol
69. Hadang: Paek Sok-sun
70. Sangdang: Kim Jong-suk
71. Sinmi: Rim Won-jun
72. Samsok: Kim Nung-o
73. Todok: Jon Ha-rim
74. Kangnam: Ri Man-song
75. Yongjin: Ri Won-ok
76. Kangdong: Jo Jun-mo
77. Ponghwa: Kim Jae-ok
78. Samdung: Kim Jong-chol
79. Sangri: Kang Pyo-yong
80. Hukryong: Kim Pyo-hun
81. Songsok: Hwang Kang-chol
82. Panghyon: Hong Pyong-chol
83. Pyongsong: Chae Myong-hak
84. Undok: An Myong-ok
85. Ori: Kim Yong-su
86. Samhwa: Kim Sung-du
87. Kuwol: Min Sang-gi
88. Okjon: Choe Chang-gi
89. Paeksong: Ri Ryong-nam
90. Anju: Ri Chang-gun
91. Sinanju: Ri Kye-bong
92. Tongmyon: Ri Kun-ho
93. Wonpung: Choe Ji-son
94. Nampyong: Yun Jong-guk
95. Namhung: O Su-yong
96. Kaechon: Kim Kum-suk
97. Ramchon: Yun Yong-nam
98. Sambong: Jang Jong-nam
99. Konji: Kim Sun-hwa
100. Kangchol: Kim Chang-gon
101. Ryungjin: Kim Tok-hun
102. Kakam: Jang Kyong-chol
103. Alim: Rim Tong-chol
104. Ryongun: Ri Il-hwan
105. Sunchon: O Yong-gon
106. Saedok: Kim Tu-il
107. Soksu: Choe Yong-il
108. Ryonpo: Sim Tong-chol
109. Jeyak: Ryu Tu-hyon
110. Subok: Pak Pong-ju
111. Jikdong: Song Chang-ho
112. Ryongak: Choe Kwang-il
113. Tokchon: Choe Jang-il
114. Kongwon: Im Chol-ung
115. Jenam: Ri Yong-chol
116. Chongsong: Mun Myong-hak
117. Sangdok: Yu Rim-ho
118. Jangsang: Kim Yong-dae
119. Taedong: Ko Ki-chol
120. Sijong: Ri Myong-hak
121. Yongok: Yun Jong-sil
122. Jungsan: Kim Song-il
123. Kwangje: Sin O-sun
124. Pungjong: Han Chol
125. Pyongwon: Kim Jun-son
126. Wonhwa: So Kyong-sim
127. Opa: Ma Won-chun
128. Unbong: Pak Tae-song
129. Hanchon: Yu Chol-u
130. Sukchon: Ri Yong-chol
131. Ryongdok: Ri Song-chol
132. Yoldusamchon: Kim Jae-nam
133. Namyang: Kim Man-song
134. Komsan: Choe Yong-song
135. Mundok: Kang Hyong-bong
136. Rimsok: Rim Tok-hwa
137. Ryongo: Kim Song-hui
138. Songchon: Jang Sun-kum
139. Kunja: Jon Kwang-ho
140. Sinsongchon: Ryu Won-song
141. Jangrim: Kim Ki-gun
142. Sinyang: Choe Yong-hui
143. Yangdok: Kang Chu-ryon
144. Tongyang: Kim Ok-ryon
145. Unsan: O Yong-chol
146. Chonsong: Jong Yong-nam
147. Kubong: Ju Yong-gil
148. Jaedong: Kim Ung-sop
149. Haksan: Sin Ung-sik
150. Mangil: Ri Myong-hui
151. Pukchang: Kim Yong-chol
152. Songnam: Mun Sun-hui
153. Okchon: Kim Kwang-su
154. Inpo: U Won-yong
155. Tukjang: Jon Hak-chol
156. Maengsan: Jo Won-taek
157. Nyongwon: Pak Tong-chol
158. Taehung: Wang Chang-uk
159. Huichang: Son Sok-gun
160. Sinjak: Jang Se-hyon
161. Chongnam: Pak Yong-jin
162. Komunkum: Kim Hyong-il
163. Ungok: Kim Tong-il
164. Taebaeksan: Ri Gwon
165. Otaesan: Kim Kwang-hyok
166. Unpasan: Jang Yong-su
167. Cholbongsan: Jong Se-yon
168. Myolaksan: Kim Yong-jin
169. Jangamsan: Kim Myong-ho
170. Pongsusan: Yun Tong-hyon
171. Taedoksan: Kim Jong-gwan
172. Namchongang: Hwang Kun-il
173. Jangjasan: Kim Myong-sik
174. Sinpagang: Jin Chol-su
175. Taesongsan: So Hong-chan
176. Mannyonsan: Yun Pyong-gwon
177. Kuwolsan: Kim Song-chol
178. Hallasan: No Kwang-chol
179. Chonmasan: Kim Hyong-ryong
180. Samgaksan: Son Chol-ju
181. Sungrisan: Jo Kyong-chol
182. Osongsan: Kim Taek-gu
183. Roktusan: Pak Su-il
184. Unbaeksan: Pang Kwan-bok
185. Pongsungsan: Ho Yong-chun
186. Paekmasan: Ri Tu-song
187. Songaksan: Ri Tong-chun
188. Suyangsan: Ri Yong-ju
189. Sindoksan: An Ji-yong
190. Myongdangsan: Kim Sok-hong
191. Pongaksan: Choe Tu-yong
192. Taemyongsan: Pak Myong-su
193. Ryongaksan: Ri Tae-sop
194. Songchongang: Ri Pong-chun
195. Pyongchongang: Ju Song-nam
196. Sujonggang: Kim Kum-chol
197. Chailgang: Kim Sang-ryong
198. Samchongang: Pak Jong-chon
199. Somjingang: Song Sok-won
200. Yongchongang: Kim Myong-nam
201. Okchongang: Kim Su-gil
202. Ryesangang: Kim Kwang-su
203. Wigumgang: Ri Mun-guk
204. Kalmagang: Song Yong-gon
205. Haegumgang: Ko Myong-su
206. Pipagang: Ri Jong-nam
207. Kumchongang: Ri Yong-gil
208. Taedonggang: Kang Sun-nam
209. Chongchongang: Hong Jong-tuk
210. Amnokgang: Ri Kwang-ho
211. Tumangang: Ri Yong-chol
212. Kunmasan: Hong Chol-gun
213. Naegumgang: Chon Jae-gwon
214. Hyoksin: Ju Tong-chol
215. Hwaebul: Kim Kwang-hyok
216. Sobaeksu: Ri Myong-su
217. Kumsu: Kwak Chang-sik
218. Haebal: Jo Tae-san
219. Moranbong: Kim Yong-ho
220. Haebang: Jang Il-su
221. Pyoldong: Choe Pu-il
222. Jonjin: Kang Pil-hun
223. Jasonggang: Ri Yong-hwan
224. Ponghwasan: Jon Tae-nam
225. Kumgangsan: Ro Kyong-jun
226. Sinuiju: So Ran-hui
227. Paeksa: Ri Jong-ryol
228. Namjung: Jong Yong-guk
229. Minpo: Kim Man-su
230. Sumun: Sin Ryong-man
231. Chinson: O Jong-hui
232. Ryusang: Kim Hae-yong
233. Wai: Kang Ryong-mo
234. Sokha: Pak Hui-min
235. Rakjong: Pak Jong-gun
236. Yonha: Kim Hwa-song
237. Kusong: So Chun-yong
238. Paeksok: Kim Jong-chol
239. Namchang: Yang Sung-ho
240. Chahung: Ho Chol-yong
241. Jongju: Kim Kwang-un
242. Tokon: Paek Jong-ran
243. Koan: Ri Yong-jun
244. Namho: Kim Kyong-ae
245. Kalsan: Sonu Hui-chol
246. Sakju: Kim Kwang-song
247. Pungnyon: Kim Myong-ok
248. Supung: Kang Won-sik
249. Chongsong: Ri Chang-sok
250. Pihyon: Hwang Jun-taek
251. Ryangchaek: Kim Chol
252. Paekma: Kim Yong-son
253. Ryongchon: Kim Se-wan
254. Pukjung: Hong Kwang-hyok
255. Ryongampo: Choe Chan-il
256. Sinam: Kim Yong-sun
257. Yomju: Kim Pyong-ho
258. Tasa: Choe Yong-dok
259. Wiha: Paek On
260. Cholsan: Jang Chang-ha
261. Kasan: Kim Yong-gil
262. Tongrim: Kye Myong-chol
263. Chonggang: Ri Chung-gil
264. Singok: Kim Chol-ho
265. Sonchon: Paek In-chol
266. Wolchon: Kwon Song-ho
267. Samsong: Jo Jong-mun
268. Inam: Ho Kwang-chun
269. Kwangsan: Kim Il-guk
270. Wonha: Cha Sung-su
271. Chojang: Pak Tae-sik
272. Unchon: Choe Kwang-chol
273. Taeo: Kim Song-nam
274. Posok: Choe Myong-sil
275. Pakchon: Ryu Jong-guk
276. Toksam: Ho Kwang-il
277. Maengjung: Pak Yong-sun
278. Nyongbyon: Kim Kum-sil
279. Palwon: Ri Ju-o
280. Kujang: Mun Kyong-dok
281. Ryongdung: Kim Yong-song
282. Ryongmun: Ju Yong-sik
283. Sugu: Choe Yong
284. Hyangsan: Kim Kyong-hui
285. Taepyong: Choe Hyok-chol
286. Unsan: Jong Kyong-il
287. Pungyang: Ri Chol-jin
288. Joyang: Han Chang-ho
289. Taechon: O Hye-son
290. Unhung: Ho Jong-ok
291. Hakbong: Kim Kyong-nam
292. Chonma: Kim Yong-gyu
293. Joak: Kim Kun-chol
294. Uiju: Han Tong-song
295. Unchon: Hong Yong-chil
296. Tokryong: Mo Sung-gil
297. Taegwan: Choe Yong-song
298. Taeryong: Jo Yong-su
299. Changsong: Choe Hak-chol
300. Tongchang: Paek Myong-chol
301. Pyokdong: Paek Sun-yong
302. Sindo: Ri Yong-chol
303. Yaksan: Choe Song-il
304. Haechong: So Sung-chol
305. Uppa: Kim Tong-son
306. Okgye: Kim Yong-chol
307. Soae: Kang Ji-yong
308. Sokchon: Pak Myong-chol
309. Hakhyon: U Chang-sik
310. Pyoksong: An Hye-song
311. Jukchon: Pak Pong-tok
312. Kangryong: Jang Yong-su
313. Pupo: Yo Man-hyon
314. Kumdong: Choe Sun-chol
315. Ongjin: Ri Myong-chol
316. Sagot: Paek Kyong-sin
317. Samsan: Kim Mok-ryong
318. Jonsan: Kim Jang-san
319. Taetan: An Kyong-hwa
320. Kwasan: Hong Pong-chol
321. Jangyon: Mun In-chol
322. Rakyon: Ri Yong-chol
323. Samchon: Ri Ik-jung
324. Talchon: Kim Jong
325. Songhwa: Kim Son-hui
326. Unryul: Kim Ung-chol
327. Kumsanpo: Kang Kil-yong
328. Jangryon: Ri Hwa-gyong
329. Unchon: Kil Kyong-hui
330. Ryangdam: Kim Ik-song
331. Anak: Ko In-ho
332. Wolji: Kim Chang-yop
333. Taechu: Choe Yong-sam
334. Omgot: Ri Jae-sik
335. Sinchon: Kim Chang-nam
336. Saenal: Mun Ung-jo
337. Saegil: Pak Yong-ho
338. Panjong: Kwon Jong-sil
339. Jaeryong: Choe Hwi
340. Samjigang: Ri Hye-suk
341. Jangguk: Kim Yong-ae
342. Pukji: Kim Tae-song
343. Sinwon: So Pyong-hwan
344. Muhak: Song Won-gil
345. Pongchon: Kim Chun-do
346. Sindap: Kang Jong-hui
347. Paechon: Won Kyong-mo
348. Kumsong: Kim Tae-sik
349. Jongchon: Kim Jin-guk
350. Unpong: Ri Chol-man
351. Kumgok: Kang Myong-chol
352. Yonan: Pak Tae-dok
353. Ohyon: Jin Yon-sil
354. Songho: Hong Myong-gi
355. Chontae: Choe Tong-yun
356. Haewol: Kim Myong-chol
357. Chongdan: Yang Yong-gil
358. Namchon: Choe Sung-ho
359. Tokdal: Ri Hong-sop
360. Chongjong: Pak Yon-ok
361. Ryongyon: Kim Jong-ho
362. Kumi: Ri Jong-suk
363. Kwail: O In-nam
364. Sindae: Jong Su-hyok
365. Sariwon: O Myong-chun
366. Wonju: Chae Kang-hwan
367. Migok: Song Yun-hui
368. Songyong: Kang Yun-sok
369. Kwangsong: Ri Son-gwon
370. Jongbang: Ri Yong-rae
371. Unha: Ri Yong-ho
372. Kuchon: Ri Yong-sim
373. Kaesong: Paek Chun-gi
374. Tonghyon: Jong Kyong-taek
375. Sonjok: Choe Pyong-ryol
376. Unhak: Pang Kang-su
377. Tokam: Ri Kum-chol
378. Panmun: Kim Yong-chol
379. Ryongsan: Ri Kil-song
380. Kaepung: An Yong-hwan
381. Hwangju: Ri Hye-jong
382. Chongryong: Ro Kwang-sop
383. Samjong: Kim Chol-guk
384. Hukgyo: Han Chol-nam
385. Yontan: Ri Hang-gol
386. Misan: Ri Yong-sik
387. Pongsan: Ryang Jong-hun
388. Madong: Kim Jae-chol
389. Chonggye: Kim Chang-gwang
390. Kuyon: Jo Chol-song
391. Unpa: Ko Kil-son
392. Kangan: Kim Tae-song
393. Kwangmyong: Cha Jae-hui
394. Risan: Ko Jong-chol
395. Taechon: Kim Jong-ok
396. Sohung: Han I-chol
397. Poman: O Myong-song
398. Sunan: Kwon Tae-yong
399. Namjong: Pak Kum-song
400. Yonsan: Kim Tu-chol
401. Holdong: Kim Jae-song
402. Sinpyong: An Tong-chun
403. Mannyon: Ri Yong-jin
404. Koksan: Ryu Myong-kum
405. Pyongam: Pak Myong-son
406. Singye: Nam Yong-suk
407. Jongbong: Ju Tong-chol
408. Chuchon: Choe Sin-uk
409. Pyongsan: Ki Kwang-ho
410. Chongsu: Ri Myong-hui
411. Namchon: Kim Jong-chol
412. Kumchon: Kim Wan-su
413. Hyonnae: Pak Hye-suk
414. Soktam: Ho Pong-il
415. Songrim: Ri Jong-chol
416. Tangsan: Ho Ryong
417. Tosan: Kim Jong-ok
418. Yangsa: Jang Ki-ho
419. Jangpung: Jo Yong-chol
420. Kuhwa: Kim Kyong-sim
421. Sangwon: Jo Yon-jun
422. Myongdan: Yun Jae-hyok
423. Junghwa: Han Ung-su
424. Chaesong: Ri Jong-hyok
425. Sungho: Ri Kum-ok
426. Mandal: Im Hun
427. Kanggye: Ro Tu-chol
428. Yonju: An Yong-nam
429. Puchang: Jang Hyok
430. Yahak: Choe Chang-son
431. Sokhyon: Kim Hye-ran
432. Wiryong: Jong Kwang-chol
433. Naeryong: Han Yong-ho
434. Manpo: Kim Myong-hun
435. Kuo: Chae Jong-sok
436. Munak: Kim Chon-ho
437. Huichon: Kim Jae-ryong
438. Solmoru: Pak Chol-hun
439. Chupyong: Ham Nam-hyok
440. Chongnyon: Tae Jong-su
441. Jonpyong: Ri Yong-hon
442. Songgan: Ri Sung-kum
443. Songryong: Sin Kwan-jin
444. Jonchon: Ri Su-ryon
445. Hakmu: Kim Yong-il
446. Unsong: Hong Sung-mu
447. Ryongrim: So Kyong-ho
448. Tongsin: Pak Chun-gon
449. Songwon: Kim Chong-gyun
450. Janggang: Pak Yong-bok
451. Hyangha: Ko Pyong-hyon
452. Rangrim: Ri Hyong-gun
453. Hwapyong: So Kyong-chol
454. Jasong: Kim Kwang-ju
455. Junggang: Kim Tuk-mong
456. Sijung: Jang Il-ryong
457. Wiwon: Kim Chang-gol
458. Ryanggang: Song Jong-hak
459. Chosan: Ri Sung-nyo
460. Kopung: Ri Chol-ho
461. Usi: Jang Kum-hui
462. Segil: Rim Sun-hui
463. Kwanpung: Pyon Ung-gyu
464. Jangdok: Choe Kwang-il
465. Pongchun: Jang Sung-ho
466. Myongsok: Yu Kyong-ho
467. Wonnam: Paek Yong-suk
468. Pohwa: An Jong-su
469. Pokmak: Ri Yong-sik
470. Kalma: Han Sang-jun
471. Munchon: Won Nam-chol
472. Munpyong: Ri Chol-ho
473. Okpyong: Kim Jong-sim
474. Chonnae: Om Yong-hak
475. Hwara: Pak Kwang-song
476. Anbyon: Pak Jong-nam
477. Paehwa: U Jong-suk
478. Kosan: Han Yong-chol
479. Pupyong: Ham Jong-chol
480. Solbong: Son Kum-wol
481. Tongchon: Jo Song-chol
482. Songjon: Pak Chol-min
483. Kosong: Jon Chang-guk
484. Onjong: Choe Son-hui
485. Kumgang: So Kwang-ok
486. Soksa: Kye Hun-nyo
487. Changdo: Hwang Man-bok
488. Kimhwa: Ri Tu-il
489. Songsan: Mun Yong-chol
490. Huiyang: Kim Guk-chang
491. Sepo: Ri Ik
492. Hupyong: Hwang Min
493. Pyonggang: An Yong-sik
494. Pokgye: Nam Sung-u
495. Cholwon: Sin Chol-hui
496. Naemun: Pak Jong-ho
497. Ichon: Ryu Jong-chol
498. Pangyo: Paek Jong-sun
499. Popdong: Kim Kum-yong
500. Somun: Yu Kyong-hak
501. Samil: Ri Tae-jin
502. Sangsin: Yun Chol-ho
503. Tonghungsan: Mun Yong-son
504. Sosang: Kim Myong-gil
505. Pungho: Mun Sang-gwon
506. Huisang: Ho Song-chol
507. Segori: Han Song-il
508. Jangsong: Yu Kyong-suk
509. Toksan: Kim Sung-jin
510. Sapo: Kim Sung-gi
511. Saegori: Pak Song-il
512. Choun: Kang Son
513. Hungdok: Ri Guk-chol
514. Hungso: Kim Kwang-sik
515. Haean: Jang Song-chol
516. Unjung: Ri Kyong-il
517. Chongi: Ri Chang-ryong
518. Ryujong: Kim Chol-ha
519. Soho: Kim Chol-yong
520. Sinpo: Ri Yu-chol
521. Pungo: Kang Chol-gu
522. Ohang: Kim Song-il
523. Yanghwa: Song Chun-sop
524. Tanchon: Kim Sang-song
525. Ssangryong: Jon Hye-song
526. Sindanchon: Ho Tae-chol
527. Omong: Kang Jong-gwan
528. Ryongdae: Ri Jong-mu
529. Kwangchon: Kim Chol-su
530. Paekgumsan: Jang Chun-gun
531. Kumgol: Choe Chol
532. Pukdu: Hwang Yong-sam
533. Sudong: Kim Jong-dok
534. Ryongpyong: Kim Jong-sok
535. Jangdong: Ryom Chol-su
536. Kowon: Kim Kwang-sok
537. Puraesan: Kim Hyon-jin
538. Yodok: Ri Jong-hwa
539. Kumya: Ju Hwa-suk
540. Inhung: Yun Yong-il
541. Kajin: Choe Jong-ho
542. Kwangmyongsong: Kim Pong-yong
543. Jungnam: Sok Won-chun
544. Jongpyong: Nam Yong-hwal
545. Sondok: Pak Chun-nam
546. Sinsang: Jon Song-guk
547. Chowon: Ri Myong-chol
548. Toksan: Ri Sung-nyon
549. Jangjin: Pak Chung-u
550. Yangji: Pang Chang-dok
551. Pujon: Kang Song-hui
552. Sinhung: Kim Sok-sun
553. Sangwonchon: Jon Il
554. Puhung: Han Ju-song
555. Yonggwang: Ri Wan-ho
556. Suchon: Pak Jong-hyon
557. Kisang: Han Ryong-guk
558. Hamju: Choe Il-ryong
559. Kusang: Kim Song-bong
560. Tongbong: Ri Yong-ae
561. Sangjung: Kang Su-rin
562. Sojung: Kim Tong-chun
563. Samho: Pak Hun
564. Hongwon: Choe Pok-sun
565. Sanyang: Han Chang-sun
566. Unpo: Ju Jong-kyong
567. Toksong: Kang Jong-ho
568. Janghung: Jong Kyong-hwa
569. Pukchong: Ko Tae-ryong
570. Sinchang: Kim Kyong-ho
571. Sinbukchong: Kim Song-gu
572. Chonghung: Han Myong-hui
573. Riwon: Kang Jong-sil
574. Rahung: Kim Yong-gyu
575. Chaejong: Kim Kyong-jun
576. Hochon: Tong Jong-ho
577. Sinhong: Ri Kang-son
578. Sangnong: Choe In-ho
579. Kumho: Ri Tam
580. Ranam: Tae Jin-hyok
581. Rabuk: Pyon Sung-gun
582. Namchongjin: Kim Song
583. Puyun: Ryang Yong-ho
584. Songpyong: Kim Kwang-nam
585. Sabong: Choe Ju-chol
586. Kangdok: Tong Hun
587. Susong: Choe Yong-ho
588. Sunam: Kim Song-won
589. Malum: Hong Kil-ho
590. Pohang: Kim Hyon-myong
591. Subuk: Kim Chol-ho
592. Namhyang: Kim Ki-song
593. Sinjin: Ri Chol
594. Kyodong: Kim Chang-gil
595. Chongam: Ri Yong-son
596. Ryonjin: Kang Yong-ju
597. Kwanhae: Kang Yong-su
598. Huiryong: Ko Ju-gwang
599. Osandok: Ri Sun-sil
600. Manyang: Ri Kwi-ok
601. Yuson: Ri Hye-sun
602. Songam: Jon Song-man
603. Chonghak: Ho Tae-ryol
604. Jegang: Ri Song-jae
605. Jangpyong: Choe Il
606. Haksong: Choe Un-sil
607. Kilju: Rim Chun-hui
608. Ilsin: Kim Il
609. Junam: Yun Kang-ho
610. Yongbok: Choe Kwi-nam
611. Hwadae: Jo Kum-hui
612. Ryongpo: Kim Hyong-jun
613. Myongchon: Ryang Won-jin
614. Ryongam: U Ung-ho
615. Myonggan: Choe Yong-suk
616. Ryongban: Kim Yong-ho
617. Kukdong: Ho Jong-man
618. Orang: Choe Yong-suk
619. Odaejin: Ri Yong-chol
620. Kyongsong: Pak Kun-sok
621. Hamyon: Jang Chun-sil
622. Sungam: Nam Hong-son
623. Puryong: Pak In-su
624. Musan: Myong Song-chol
625. Soedol: Pyo Il-sok
626. Sangchang: Kim Chung-gol
627. Yonsa: Ro Song-ung
628. Onsong: Ri Hi-yong
629. Wangjaesan: Kim Ok-ryon
630. Jongsong: Kim Kwang-chol
631. Kyongwon: Sin Chol-ung
632. Kogonwon: Jon Han-gil
633. Ryongbok: Ji Jae-ryong
634. Kyonghung: O Kyong-sok
635. Haksong: Kim Yong-sil
636. Obong: Jang Kil-ryong
637. Hyesan: Pak Chol-ho
638. Hyejang: Jang Hyong-suk
639. Tapsong: Choe Ryon-hui
640. Songbong: Ri Sang-won
641. Ryonbong: Kim Mi-nam
642. Sinpa: Kim Sung-hui
643. Popyong: Song Kum-nam
644. Koup: Ri Yong-il
645. Pungsan: Jon Tong-ho
646. Pochon: Rim Chun-nam
647. Samjiyon: Yang Myong-chol
648. Taehongdan: Kim Kwang-ho
649. Paekam: An Mun-hak
650. Yupyong: Kim Kang-il
651. Unhung: Ri Song-guk
652. Sangjang: Yun Pok-nam
653. Kapsan: Han Su-gyong
654. Oil: Kim Sang-uk
655. Pungso: Yon Kyong-chol
656. Samju: Ju Hang-gon
657. Hanggu: Kang Yang-mo
658. Hupo: Pak Jun-ho
659. Munae: Song Sung-chol
660. Konguk: Choe Tong-myong
661. Ryusa: Kang Dok-chun
662. Waudo: Ri Gil-chun
663. Namsan: Kim Tuk-sam
664. Taedae: Jang Ryong-sik
665. Kapmun: Tokgo Chang-guk
666. Kangso: Kim Pyong-hae
667. Sohak: Jang Chol-jun
668. Chongsan: Yun Chun-hwa
669. Sogi: Ri Kwang-chol
670. Tokhung: Kim Yong-jae
671. Chollima: Kim Han-il
672. Kangsan: Pak Kwang-ho
673. Pobong: Ri Nam-son
674. Hwasok: Kim Kye-gwan
675. Taean: Choe Sung-ryong
676. Oksu: Ro Ik
677. Ryonggang: Im Jong-sil
678. Ryongho: Chang Jae-ryong
679. Onchon: Rim Kyong-man
680. Haeun: Jo Kyong-guk
681. Sohwa: Sin In-ok
682. Kwisong: Sin Tong-ho
683. Rajin: Sin Yong-chol
684. Tongmyong: Choe Yong-bok
685. Changpyong: Han Jang-su
686. Sonbong: Jo Jong-ho
687. Ungsang: Sin Tong-su